# Праинья (Пара)

Праинья на карте штата.

Праинья (порт. Prainha) — муниципалитет в Бразилии, входит в штат Пара. Составная часть мезорегиона Байшу-Амазонас. Входит в экономико-статистический микрорегион Сантарен. Население составляет  29 349 человек на 2010 год. Занимает площадь 14 786,990 км². Плотность населения — 1,98 чел./км².

## Демография
Согласно сведениям, собранным в ходе переписи 2010 г. Национальным институтом географии и статистики (IBGE), население муниципалитета составляет:
| Полное население                               | Полное население                               | Полное население                               | Полное население                               | 29 349 |
| ---------------------------------------------- | ---------------------------------------------- | ---------------------------------------------- | ---------------------------------------------- | ------ |
| в том числе:                                   | Городское население                            | 8959                                           | Процент городского населения, %                | 30,53  |
|                                                | Сельское население                             | 20 390                                         | Процент сельского населения, %                 | 69,47  |
|                                                | Мужское население                              | 15 516                                         | Процент мужского населения, %                  | 52,87  |
|                                                | Женское население                              | 13 833                                         | Процент женского населения, %                  | 47,13  |
| Плотность населения, чел/км²                   | Плотность населения, чел/км²                   | Плотность населения, чел/км²                   | Плотность населения, чел/км²                   | 1,98   |
| Население муниципалитета в % к населению штата | Население муниципалитета в % к населению штата | Население муниципалитета в % к населению штата | Население муниципалитета в % к населению штата | 0,39   |

По данным оценки 2015 года население муниципалитета составляет 29 200 жителей.

## Статистика
- Валовой внутренний продукт (на 2003 год) составляет 79 881 089 реалов (данные: Бразильский институт географии и статистики).
- Валовой внутренний продукт на душу населения (на 2003 год) составляет 2669,29 реалов (данные: Бразильский институт географии и статистики).
- Индекс развития человеческого потенциала (на 2000 год) составляет 0,621 (данные: Программа развития ООН).

## Административное деление
Муниципалитет состоит из 2 дистриктов:
| № | Наименование дистрикта | Наименование дистрикта (порт.) | Территория, км² | Население, чел.(2010) | Население, чел.(2010) | Население, чел.(2010) | Плотность, чел./км² | Код дистрикта |
| № | Наименование дистрикта | Наименование дистрикта (порт.) | Территория, км² | всего                 | городское             | сельское              | Плотность, чел./км² | Код дистрикта |
| 1 | Праинья                | Prainha                        | 9900,75         | 25 992                | 8109                  | 17 883                | 2,63                | 150600505     |
| 2 | Паковал                | Pacoval                        | 4886,24         | 3357                  | 850                   | 2507                  | 0,69                | 150600510     |

## Важнейшие населенные пункты
| № | Населённый пункт      | Населённый пункт (порт.) | Категория | Население чел. (2010) | На карте                       |
| - | --------------------- | ------------------------ | --------- | --------------------- | ------------------------------ |
| 1 | Праинья               | Prainha                  | город     | 8109                  | 1°48′09″ ю. ш. 53°28′46″ з. д. |
| 2 | Санта-Мария-ду-Уруара | Santa Maria do Uruará    | поселок   | 3021                  | 2°08′36″ ю. ш. 53°38′03″ з. д. |
| 3 | Боа-Виста-ду-Кусари   | Boa Vista do Cuçari      | поселок   | 2270                  | 2°15′05″ ю. ш. 53°56′30″ з. д. |
| 4 | Паковал               | Pacoval                  | поселок   | 850                   | 2°27′09″ ю. ш. 54°05′56″ з. д. |
| 5 | Жутуарана             | Jutuarana                | поселок   | 347                   | 1°32′59″ ю. ш. 53°40′52″ з. д. |